# مالزی ایرلاینز

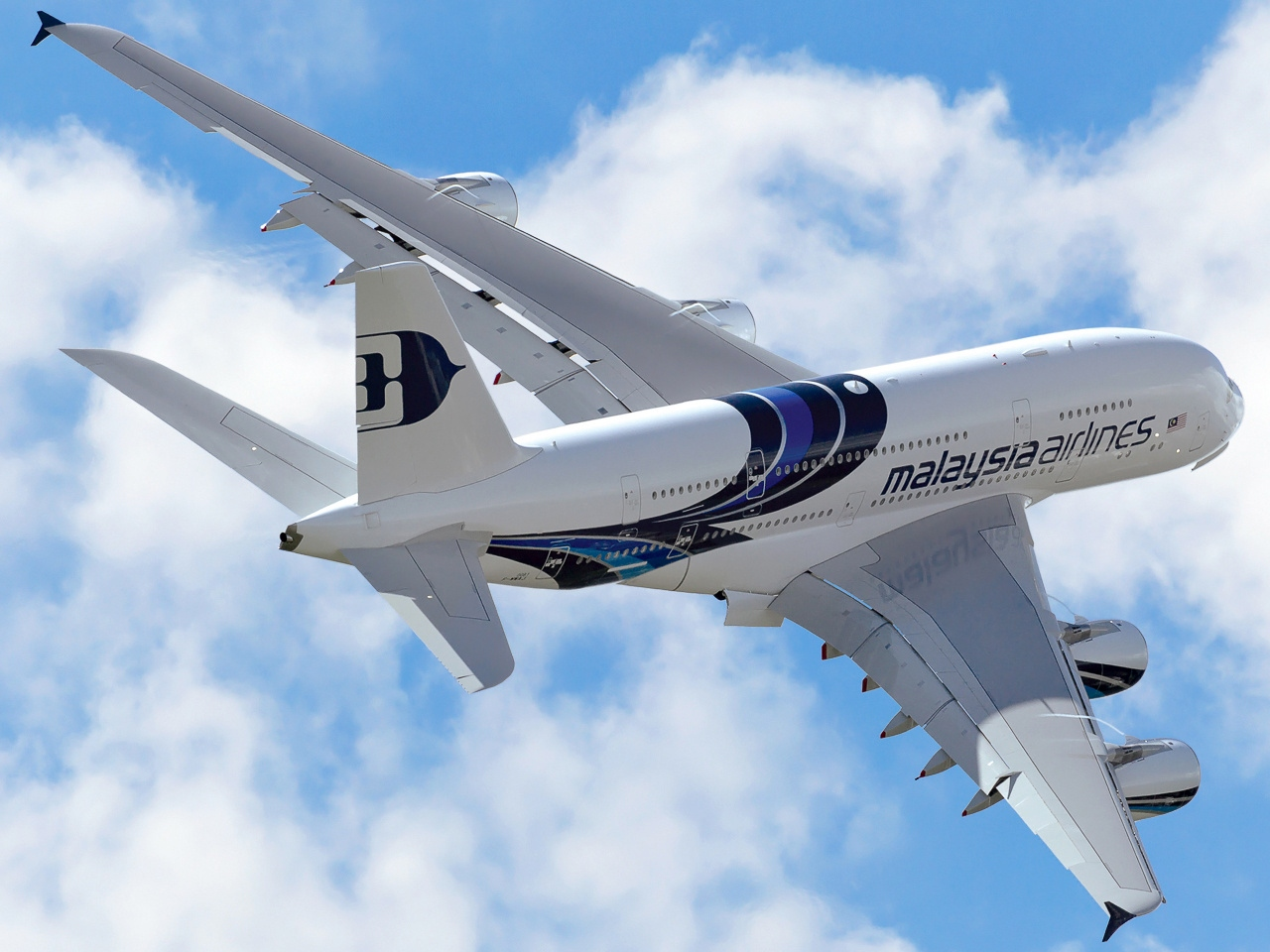
هواپیمای ایرباس ای۳۸۰، هواپیمایی مالزی

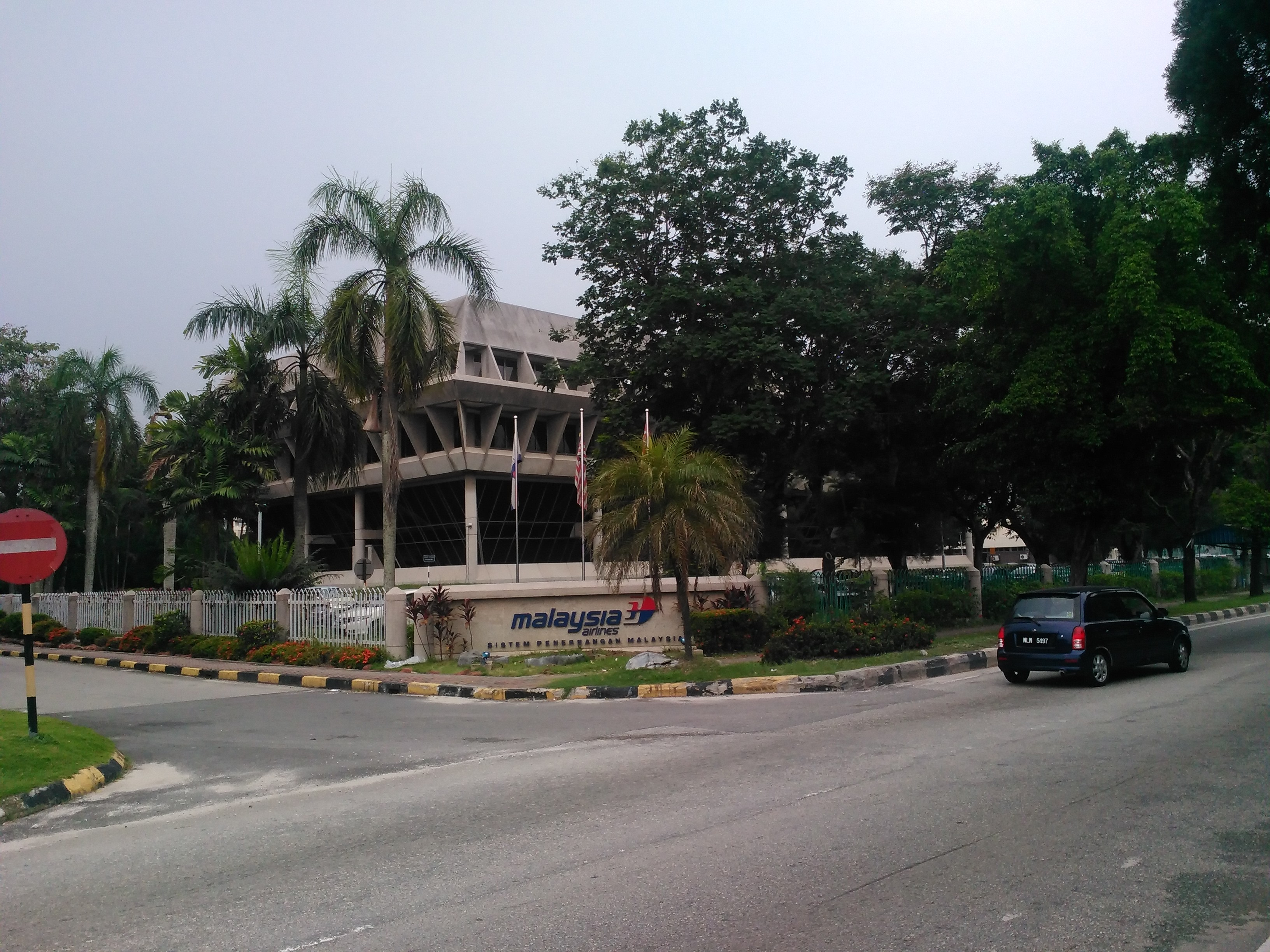
Malaysia Airlines head office

هواپیمایی مالزی (به انگلیسی: Malaysia Airlines) شرکت هواپیمایی حامل پرچم مالزی است، که بطور روزانه خدمات انتقال مسافر را به کشورهای آسیای جنوب شرقی، آسیای شرقی، آسیای جنوبی، خاورمیانه، اروپا و اقیانوسیه انجام می‌دهد و از ماه فوریه ۲۰۱۳ یکی از اعضای اتحاد وان‌ورلد به‌شمار می‌آید.
ریشه‌های تأسیس شرکت هواپیمایی مالزی به سال ۱۹۴۶ و راه‌اندازی مالایان ایرویز بازمی‌گردد. در ۱۹۶۶ در پی ادغام با هواپیمایی دولتی سنگاپور، نام آن به هواپیمایی مالزی-سنگاپور تغییر پیدا کرد. ۶ سال بعد در ۱۹۷۲ این شرکت منحل اعلام شد و در ماه اکتبر همان سال، از ناوگان و دارایی‌های بخش مالزی هواپیمایی مالزی-سنگاپور، شرکت هواپیمایی مالزی تأسیس گردید. دارایی‌های بخش سنگاپور این شرکت نیز، سنگاپور ایرلاینز را تشکیل داد.
شرکت هواپیمایی مالزی هم‌اکنون روزانه به ۶۱ مقصد در سراسر جهان، پروازهای مستقیم دارد. دفتر مرکزی این شرکت در فرودگاه سلطان عبدالعزیز شاه، در شهر سوبانگ جایا، مالزی قرار دارد و فرودگاه بین‌المللی کوالالامپور، فرودگاه بین‌المللی کوتا کینابالو و فرودگاه بین‌المللی کوچینگ، قطب‌های این شرکت هواپیمایی را تشکیل می‌دهند.
سهام شرکت هواپیمایی مالزی در بازار بورس مالزی معامله می‌شود. این شرکت در حال حاضر در ناوگان هوایی خود، دارای ۱۰۶ فروند هواپیمای جت مسافربری است، که ناوگانی متشکل از هواپیماهای ایرباس، بوئینگ و مکدانل داگلاس می‌باشد.